# Anno Domini (Spiel)
Anno Domini ist ein Wissens- und Bluffspiel in Form eines Kartenspiels von Urs Hostettler. In dem Spiel geht es darum, Ereignisse in ihre geschichtliche Reihenfolge zu bringen. Mittlerweile sind 34 verschiedene Ausgaben dieser Serie mit insgesamt über 10.000 Ereignissen erschienen.

## Allgemeines
Das Spiel kam erstmals 1998 auf den Markt. Es richtet sich an 3 bis 8 Mitspieler ab 12 Jahren (je nach Themengebiet verschieden). Eine Partie dauert etwa 60 Minuten.
Bei den Verlagen Fata Morgana (Schweiz) und Abacus (Deutschland) sind bisher 34 normale Kartensets mit jeweils 336 bis 340 Karten und folgenden Themengebieten erschienen:

### Ausgaben
| Nr. | Name                     | Erscheinungsjahr | Kartenanzahl | Bemerkung                                                              |
| --- | ------------------------ | ---------------- | ------------ | ---------------------------------------------------------------------- |
| 1   | Kirche & Staat           | 1998             | 336          |                                                                        |
| 2   | Schweiz                  | 1998             | 336          |                                                                        |
| 3   | Sex & Crime              | 1998             | 336          |                                                                        |
| 4   | Lifestyle                | 1998             | 336          |                                                                        |
| 5   | Natur                    | 1998             | 336          |                                                                        |
| 6   | Erfindungen              | 1999             | 336          |                                                                        |
| 7   | Frauen                   | 1999             | 336          |                                                                        |
| 8   | Seefahrer & Flieger      | 1999             | 336          |                                                                        |
| 9   | Sport                    | 2000             | 336          |                                                                        |
| 10  | Kunst                    | 2001             | 336          |                                                                        |
| 11  | Flopps                   | 2001             | 336          |                                                                        |
| 12  | Deutschland              | 2002             | 336          |                                                                        |
| 13  | Münzen                   | 2002             | 336          |                                                                        |
| 14  | Im Namen des Gesetzes    | 2003             | 336          |                                                                        |
| 15  | VIP                      | 2004             | 336          |                                                                        |
| 16  | Spiel des Jahres         | 2004             | 336          |                                                                        |
| 17  | Gesundheit & Ernährung   | 2005             | 336          | daraus werden je 60–90 Karten, für die Ausgaben 29/30 übernommen.      |
| 17a | Sachsen                  | 2005             | 336          | nicht mehr erhältlich wurde nur bei Abacus verlegt                     |
| 18  | Österreich               | 2006             | 336          |                                                                        |
| 19  | Wort, Schrift & Buch     | 2007             | 336          |                                                                        |
| 20  | Showbizz                 | 2008             | 336          |                                                                        |
| 21  | Amerika                  | 2009             | 336          |                                                                        |
| 22  | Europa                   | 2009             | 340          |                                                                        |
| 23  | Im Osten                 | 2010             | 340          |                                                                        |
| 24  | Süden                    | 2011             | 340          |                                                                        |
| 25  | Fußball                  | 2012             | 340          | „entschweizerte“ Version der „Zwölf“-Edition                           |
| 26  | Wissenschaft & Forschung | 2014             | 340          |                                                                        |
| 27  | Bern                     | 2014             | 340          |                                                                        |
| 28  | Reise & Verkehr          | 2015             | 340          |                                                                        |
| 29  | Gesundheit               | 2016             | 340          | besteht zum Teil (ca 60–90) aus Karten von „Gesundheit und Ernährung“. |
| 30  | Essen & Trinken          | 2016             | 340          | besteht zum Teil (ca 60–90) aus Karten von „Gesundheit und Ernährung“. |
| 31  | Kuriositäten             | 2018             | 340          |                                                                        |
| 32  | Maschinen                | 2020             | 340          |                                                                        |
| 33  | Black                    | 2022             | 340          |                                                                        |
| 34  | ECO                      | 2024             | 340          |                                                                        |

### Sonderausgaben

#### Miniserien
| Name                       | Herausgeber                   | Erscheinungsjahr | Kartenanzahl | Nummernbereich        |
| -------------------------- | ----------------------------- | ---------------- | ------------ | --------------------- |
| 25J. Jury Spiel des Jahres | Spielbox (Heft 3–5/2003)      | 2003             | 99           | S1-S99                |
| Fußball-WM                 | Spiel Millionen von Schwalben | 2006             | 54           | 6741–6794             |
| Mixed Edition              | Abacus/Spielbox               | 2015             | 72           | U001-U072             |
| Sachsen                    | Landtag Sachsen               | 2003             | 122          | n. b. (wurde zu 17a.) |

#### Große Serien
| Name                      | Herausgeber          | Erscheinungsjahr | Kartenanzahl |
| ------------------------- | -------------------- | ---------------- | ------------ |
| Ali Baba Spieleclub e. V. | Ali Baba Spieleclub  | 2021             | 340          |
| Brugg erleben             | Stadt Brugg          | 2005             | 336          |
| Fußball                   | Fußballmagazin Zwölf | 2010             | 336          |
| Hannover & Deutschland    | HAZ                  | 2011             | 340          |
| Unilever                  | Unilever             | 2003             | 336          |

## Material und Regeln
Auf der Vorderseite jeder Karte ist kurz ein geschichtliches Ereignis beschrieben, auf der Rückseite stehen das Datum und teilweise weitere Erläuterungen.
Zu Beginn des Spieles erhält jeder Spieler gleich viele Karten, von denen er sich auch selbst nur die Vorderseite ansehen darf. Eine Startkarte wird in die Mitte gelegt. Nun legen die Spieler reihum Karten vor, zwischen oder hinter die Karten in der Mitte und bilden damit eine Zeitreihe. Dies geht solange, bis ein Spieler daran zweifelt, dass noch alle Ereignisse in der richtigen Reihenfolge sind. Dann werden die Karten gewendet und anhand der auf den Rückseiten angegebenen Zeitpunkte wird die Richtigkeit überprüft. Stimmt die Reihe, muss der Zweifler neue Karten vom Stapel nehmen, ist sie falsch, bekommt sein Vorgänger weitere Karten. (Und zwar auch dann, wenn der Fehler schon früher passiert ist, aber bis dahin nicht bemerkt wurde.) Danach wird mit einer neuen Startkarte eine neue Reihe begonnen. Legt ein Spieler seine letzte Karte, wird die Zeitreihe sofort überprüft. Ist sie korrekt, gewinnt er das Spiel.
Die auf den Karten beschriebenen Ereignisse stammen selten aus dem geschichtlichen Schulwissen. Daher kann man sie in der Regel nur ungefähr einordnen und geschicktes Bluffen ist oft wichtiger als Geschichtskenntnisse.

## Auszeichnungen
- 1999 erreichte das Spiel „Anno Domini - Kirche & Staat“ den 3. Platz beim À-la-carte-Kartenspielpreis.

## Fehler
Viele der Versionen weisen Fehler auf. Eine Liste von Korrekturen ist auf der Webseite des Spielentwicklers aufgeführt.